# ألويسيوس ميخائيل سوليفان
ألويسيوس ميخائيل سوليفان (بالإنجليزية: Aloysius Michael Sullivan)‏ هو شاعر أمريكي، ولد في 9 أغسطس 1896، وتوفي في 10 يونيو 1980.